# Gliese 581 g

Planetární soustava Gliese 581

Gliese 581 g je nepotvrzená exoplaneta, která obíhá okolo červeného trpaslíka Gliese 581. Nalézá se v souhvězdí Vah zhruba 20,5 světelných let od Země. Jedná se v pořadí o šestou objevenou planetu v této planetární soustavě. Planeta obíhá kolem své hvězdy v takové vzdálenosti, že její teplota umožňuje, aby se na jejím povrchu nebo blízko něho udržovala voda v kapalném stavu. Je asi 2,4× až 3× větší a asi 3,1× až 4,3× hmotnější než Země. Ze všech dříve objevených exoplanet je považována za planetu nejpodobnější Zemi, přestože už jsou objeveny nové s mnohem přívětivějšími podmínkami.

## Objevení
Objev Gliese 581g Keckovými dalekohledy na Havaji byl zveřejněn 29. září 2010. Planeta je nepotvrzena, neboť naměřené hodnoty jsou blízké samotné přesnosti spektrografů HARPS.